# Слободан Шаренац
Слободан Шаренац (Београд, 1968) српски је спортски новинар. Од 1990. године је запослен на Радио-телевизији Србије и до сада је извештавао са 10 европских и 5 светских кошаркашких првенстава, као и 5 пута са Олимпијских игара.
Ожењен је некадашњом југословенском и српском кошаркашицом Анђелијом Арбутином са којом има две ћерке.

## Биографија
Слободан Шаренац је рођен у Београду, а новинарством је почео да се бави 1990. године на тадашњем Трећем каналу РТС. Досадашњу каријеру провео је у Радио-телевизији Србије, где је преносио велики број кошаркашких утакмица, извештавао са европских и светских првенстава, као и са Олимпијских игара. Водитељ је емисије Шареница.
Висок је нешто изнад 2 m.